# Begegnungen – Intersection
Begegnungen – Intersection (Intersection) ist ein US-amerikanisches Filmdrama von Mark Rydell aus dem Jahr 1994 mit Richard Gere und Sharon Stone.
Der Film ist eine Neuverfilmung des Klassikers Die Dinge des Lebens (Originaltitel: Les choses de la vie) von Claude Sautet mit Michel Piccoli und Romy Schneider.

## Handlung
Die Ereignisse werden in zahlreichen Rückblenden gezeigt.
Vincent Eastman ist seit 16 Jahren mit Sally verheiratet, mit der er eine 13-jährige Tochter hat. Beide arbeiten als Architekten in einem Büro zusammen. Vincent hat eine Affäre mit der Journalistin Olivia Marshak.
Sally erfährt von der Affäre ihres Mannes. Es kommt zum Streit, in dem Vincent seiner Frau „Gefühllosigkeit“ vorwirft. Er verlässt seine Frau und zieht in ein Hotel.
Sally besucht Vincent und will ihn zurückgewinnen, macht aber daraufhin einen Rückzieher. Als Vincent sich zwischen der Rückkehr zu seiner Frau und der Beziehung mit Marshak entscheiden soll, stirbt er bei einem Autounfall.

## Kritiken
James Berardinelli schrieb auf ReelViews, das Konzept des Films wirke „annehmbar“, bis die Charaktere anfangen, „wirklich blöde“ („truly dumb“) Dialoge zu „rezitieren“. Fast jede Szene „platze“ vor Klischees und „melodramatischen Sätzen“, die keine real existierende Person jemals sagen würde. Richard Gere sei ein Schauspieler mit beschränkter Bandbreite, das Drehbuch verlange von ihm zu viel. Den Darstellungen von Sharon Stone und Lolita Davidovich würden „Intensität“ und „Konsistenz“ fehlen. Während die Darstellung von Stone „eintönig“ sei, würde Davidovich übertrieben spielen.
Das Lexikon des internationalen Films schrieb: „Ein von oberflächlicher Psychologie bestimmtes Upper-Class-Melodram – viele Klischees, voraussehbare Entwicklung, wenig Spannung.“

## Auszeichnungen
Die Deutsche Film- und Medienbewertung FBW in Wiesbaden verlieh dem Film das Prädikat wertvoll.
Sharon Stone erhielt im Jahr 1995 die Goldene Himbeere als schlechteste Schauspielerin in Intersection und The Specialist.

## Hintergrund
Der Film wurde in Vancouver und in Victoria (British Columbia) gedreht. Er spielte in den Kinos der USA ca. 20,9 Millionen US-Dollar ein, in den britischen Kinos waren es ca. 923 Tsd. Pfund Sterling.